# Повітряна класифікація

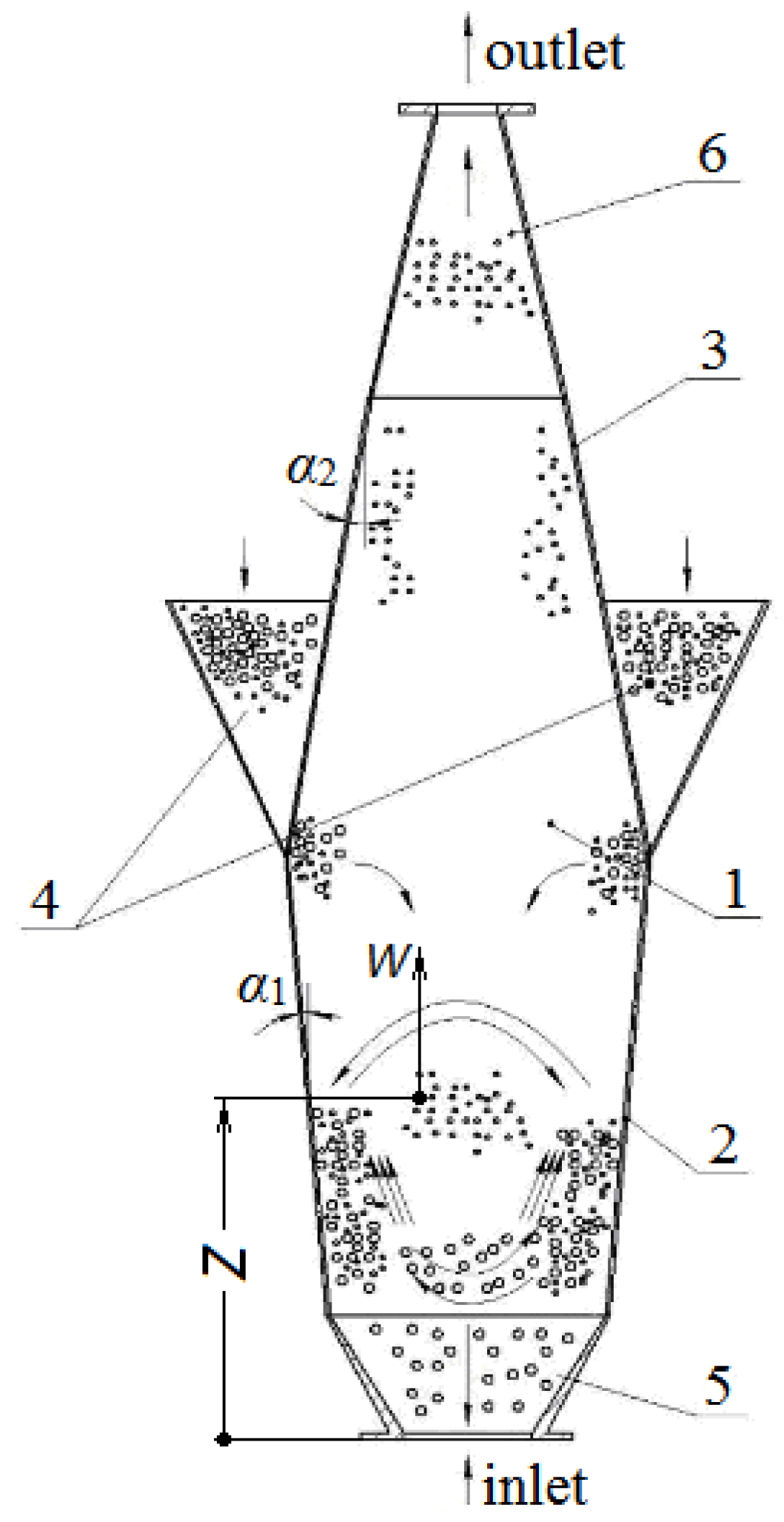
Схема процесу повітряної класифікації.

Повітряна класифікація — технологія розділення матеріалів за комбінацією розміру, форми та щільності.

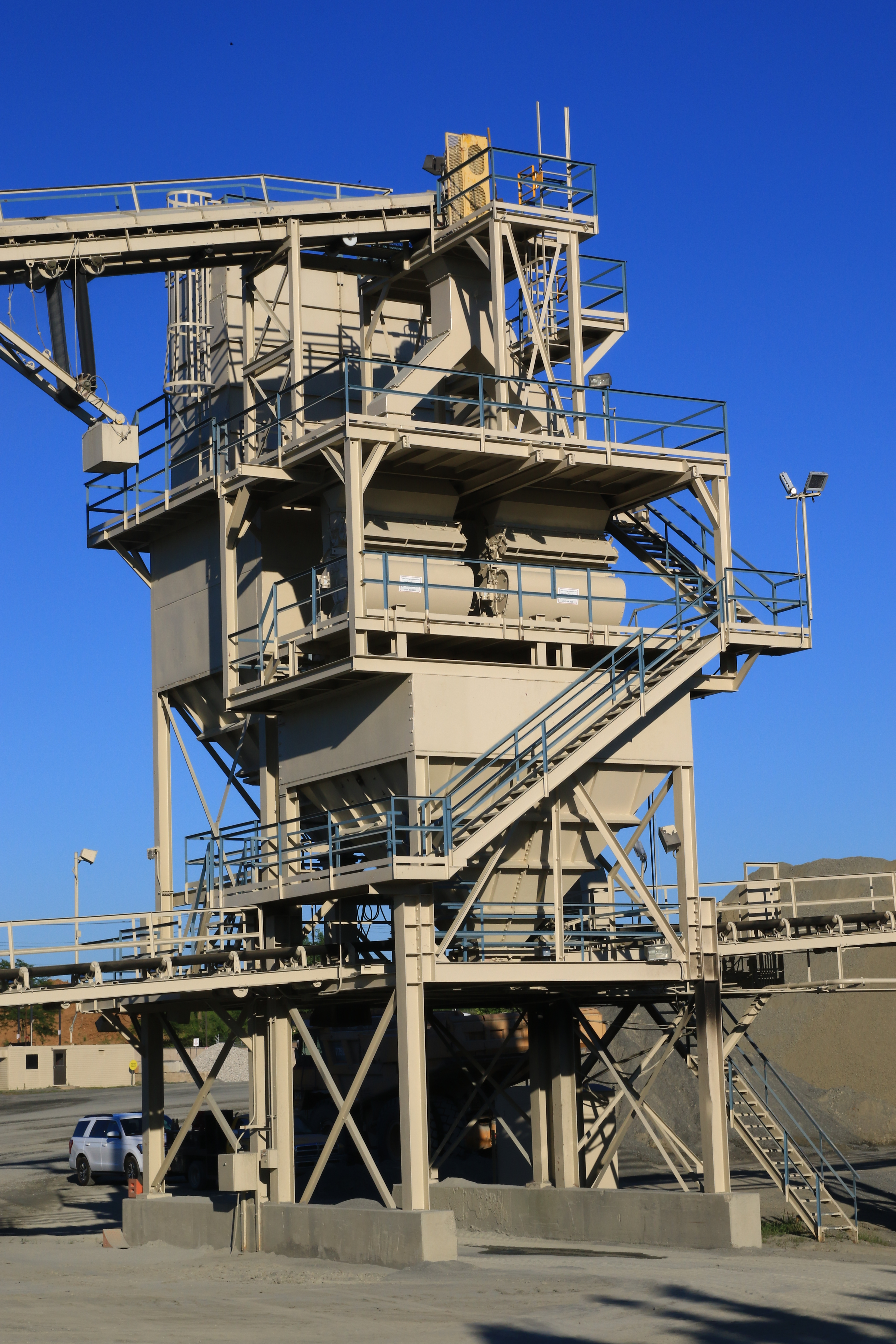
Повітряний класифікатор Vantongeren для промислового піску.

Повітряна класифікація використовуються для розділення матеріалів (дрібних сухих порошків). Вони розділяються за допомогою повітряного потоку та фізичних принципів сили інерції, сили опору, зіткнення та сили тяжіння за допомогою високоточного методу класифікації. Повітряні класифікатори працюють шляхом впорскування потоку матеріалу, який потрібно сортувати, у камеру, яка містить стовп повітря, що піднімається. Усередині роздільної камери повітряний опір об’єктів створює силу, спрямовану вгору, яка протидіє силі тяжіння та піднімає матеріал, який потрібно сортувати, у повітря. Завдяки залежності опору повітря від розміру та форми об’єкта, об’єкти в рухомому стовпі повітря сортуються вертикально та можуть бути розділені таким чином.
Повітряна класифікація використовується в промислових процесах, де необхідно швидко й ефективно розділити великий об’єм змішаних матеріалів із різними фізичними характеристиками. Повітряний класифікатор корисний для збагачення корисних копалин, виробництва будівельних матерілів, як-от цементу, харчової промисловості, фармацевтичної, косметичної чи хімічної промисловості, а також в промисловості переробки відходів. Одним із таких прикладів є муніципальні центри переробки відходів, куди різні типи металу, паперу та пластику надходять змішаними разом і потребують сортування перед подальшою обробкою.
На практиці застосовуються різноманітні гравітаційні та відцентрові класифікатори, в тому числі з вертикальним і горизонтальним повітряним потоком, каскадні класифікатори, сепаратори з киплячим шаром, інерційні, вихрові, роторні класифікатори та ін. Вибір типу та конструкції класифікатора диктується технологічними вимогами (пропускна спроможність, чистота тощо) і властивості матеріалів, що класифікуються.

## Використання
Повітряна класифікація знаходить різноманітне застосування в багатьох галузях завдяки своїм ефективним можливостям розділення часток і універсальності в різних процесах, забезпечуючи однорідність продукції, покращуючи контроль якості та сприяючи ефективній обробці матеріалів у широкому спектрі застосувань.

### Збагачення корисних копалин
Повітряний класифікатор у збагаченні корисних копалин — класифікатор, в якому вихідний матеріал розподіляється за крупністю в потоках газу. Найефективніший діапазон крупності матеріалів від 20 мк до 10 мм. Повітряна класифікація здійснюється в повітряних класифікаторах. Розрізняють рівноважні і нерівноважні процеси П.к. Перші протікають у гравітаційних і відцентрових полях, другі (найефективніші) — в каскадних повітряних класифікаторах гравітаційного типу. Останні забезпечують продуктивність до 40 т/год на 1м2 робочої площі апарата при високій ефективності розділення.
На збагачувальних фабриках процес пневмокласифікації застосовується для пиловловлення і знепилення.
В повітряних класифікаторах, як правило, розділення здійснюється на два продукти: крупний і дрібний. Якщо необхідно одержати декілька продуктів різної крупності, послідовно встановлюють декілька повітряних класифікаторів.
Джерелом утворення промислового пилу на збагачувальних фабриках є дрібніші мінеральні частинки, що містяться у корисній копалині, а також утворюються при її дробленні і сухому подрібненні. Розсівання пилу у повітря промислових приміщень відбувається при роботі механічного обладнання і залежить від властивостей сировини, її вологості, герметичності захисних кожухів у обладнання і наявності надлишкового тиску під цими кожухами. Особливо сильне пилоутворення відбувається при дробленні і сухому подрібненні, грохоченні, пневматичному збагаченні, сухій магнітній сепарації, електросепарації, транспортуванні сухих продуктів по жолобах і трубах, в місцях перевантаження сухих продуктів, при роботі сушильних апаратів і т. д. Вміст пилу у повітрі характеризується масовою кількістю пилу в одиниці об'єму і вимірюється у мг/м3.
Залежно від крупності твердих частинок розрізняють такі категорії пилу:
– крупний пил з частинками розміром від 100 до 500 мкм легко осаджується під дією сили ваги і майже не міститься у повітрі робо-чих приміщень збагачувальних фабрик;
– дрібний пил з частинками розміром від 10 до 100 мкм створює у повітрі стійки зависі, при очищенні повітря вловлюється у відцент-рових апаратах, рукавних фільтрах і мокрих пиловловлювачах;
– тонкий пил з частинками розміром від 0,1 до 10 мкм під дією сили ваги осаджується дуже повільно, у повітрі створює стійки зависі, уловлюється у фільтрах і мокрих пиловловлювачах;
– дуже тонкий пил з частинками розміром менше 0,1 мкм під дією сили ваги не осаджується, уловлюється у електрофільтрах і частково у мокрих пиловловлювачах.

### Харчова промисловість
Повітряна класифікація допомагає розділяти зерна та насіння за розміром, забезпечуючи однорідність у обробці їжі. Також використовується для класифікації порошкоподібних харчових продуктів, забезпечуючи постійний розмір частинок у таких продуктах, як борошно, спеції та сухе молоко.

### Фармацевтична промисловість
Повітряна класифікація має вирішальне значення у фармацевтиці для отримання точних розмірів частинок порошкоподібних лікарських засобів, задля підвищення точності дозування та ефективності.

### Хімічна та косметична промисловість
Повітряна класифікація допомагає класифікувати різні хімічні сполуки та порошки, забезпечуючи однорідність і послідовність хімічних процесів.
Також вони використовується у виробництві полімерів, зокрема, пластмас.

### Переробка відходів
Повітряні класифікатори застосовуються на підприємствах з переробки відходів для розділення матеріалів за розміром і щільністю, полегшуючи процес переробки шляхом розділення матеріалів для подальшої обробки. Наприклад, у процесі переробки автомобілів й металобрухту, після етапів дроблення та подрібнення сталь видаляється електромагнітами, а кольорові метали видаляються вихровими сепараторами. Після цього повітряний класифікатор можна використовувати для обробки решти щільних матеріалів (таких як скло), а також решти матеріалів різної щільності, особливо пластику, пінопласту та тканини.
Також використовуються у переробці пластику для розділення подрібнених пластикових відходів для виробництва переробленого пластику різних сортів.

### Промисловість виробництва будівельних матеріалів
Повітряна класифікація використовується в будівельній промисловості для точної класифікації заповнювачів на основі розміру, виробництва матеріалів для виробництва бетону та асфальту.